# Індекс Кейса — Шиллера
Індекс Кейса — Шиллера (англ. Case–Shiller Home Price Indices) — індекси цін на житло в 20 найбільших містах США, що розраховуються по методиці Карла Кейса та Роберта Шиллера. Щоквартально вираховуються зміни цін на окремі будинки на одну сім'ю. Публікується рейтинговим агентством Standard & Poor's.